# Бітбург
Бітбург (нім. Bitburg) — місто в Німеччині, розташоване в землі Рейнланд-Пфальц. Адміністративний центр району Бітбург-Прюм.
Площа — 47,54 км2. Населення становить 15 181 ос. (станом на 31 грудня 2020).

## Економіка
Найбільшим і найвідомішим підприємством міста є заснована 1817 року броварня Bitburger, продукція якої входить до трійки найпопулярніших пивних торговельних марок країни та експортується до багатьох країн світу.

## Галерея

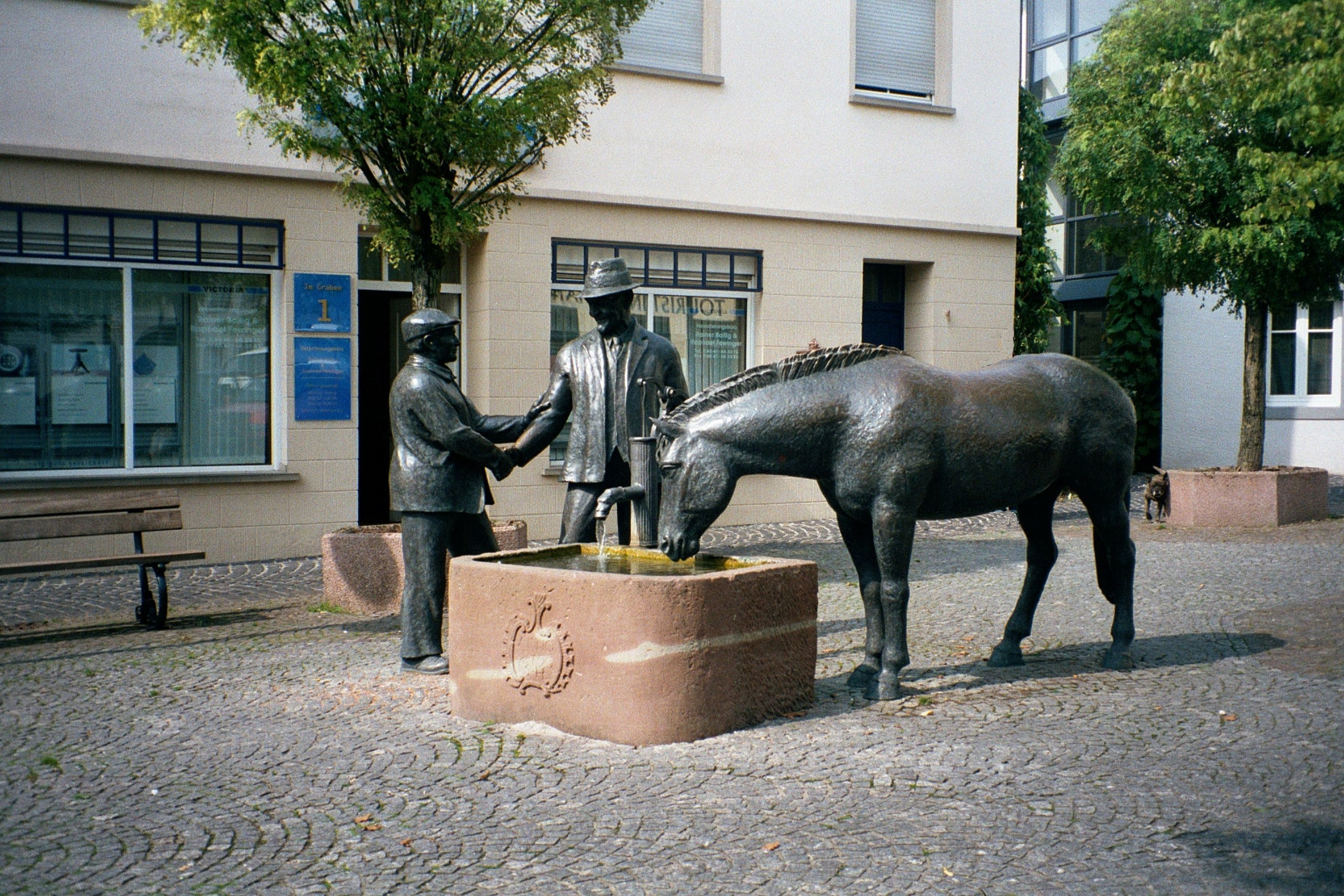
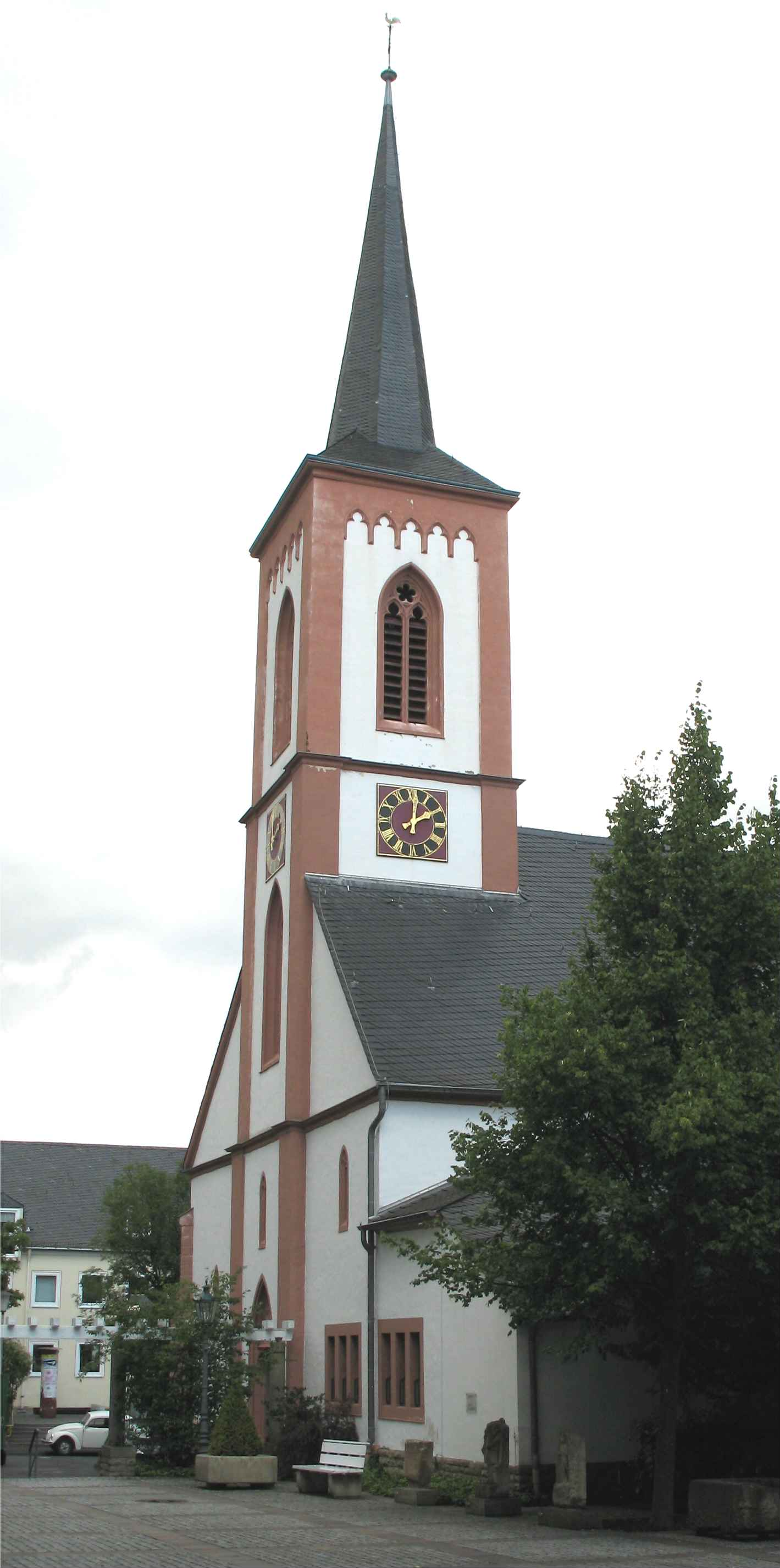
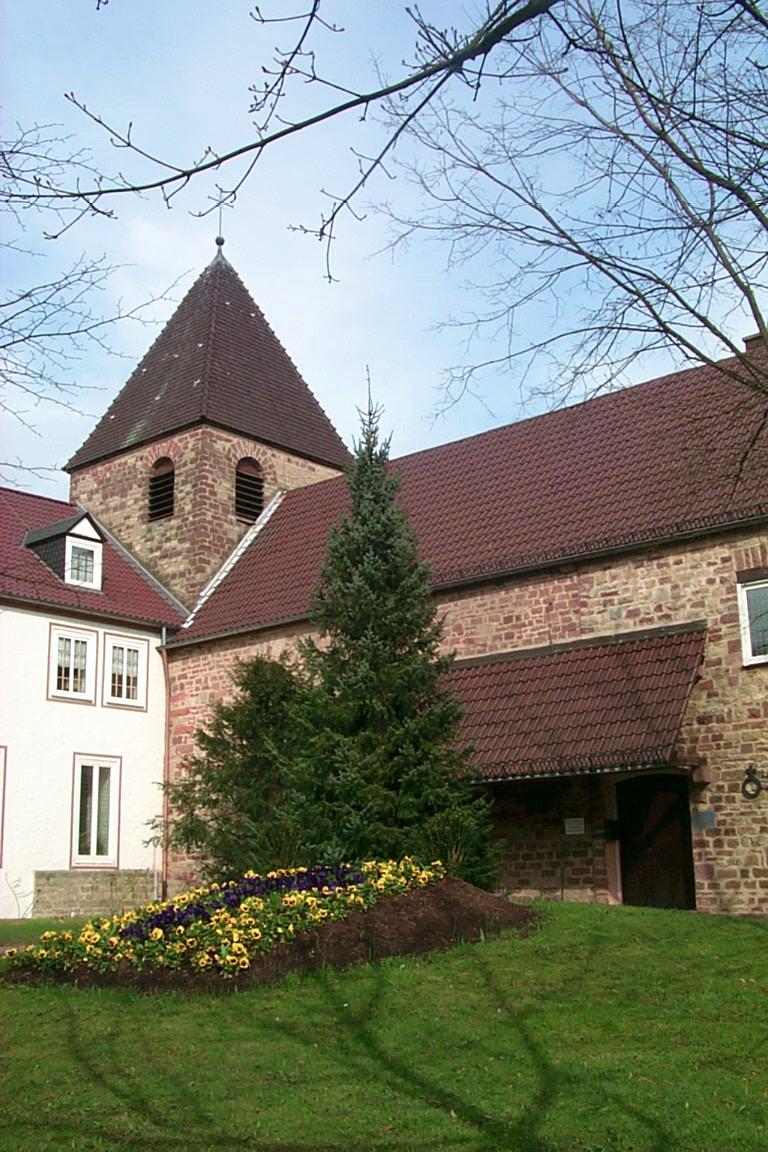
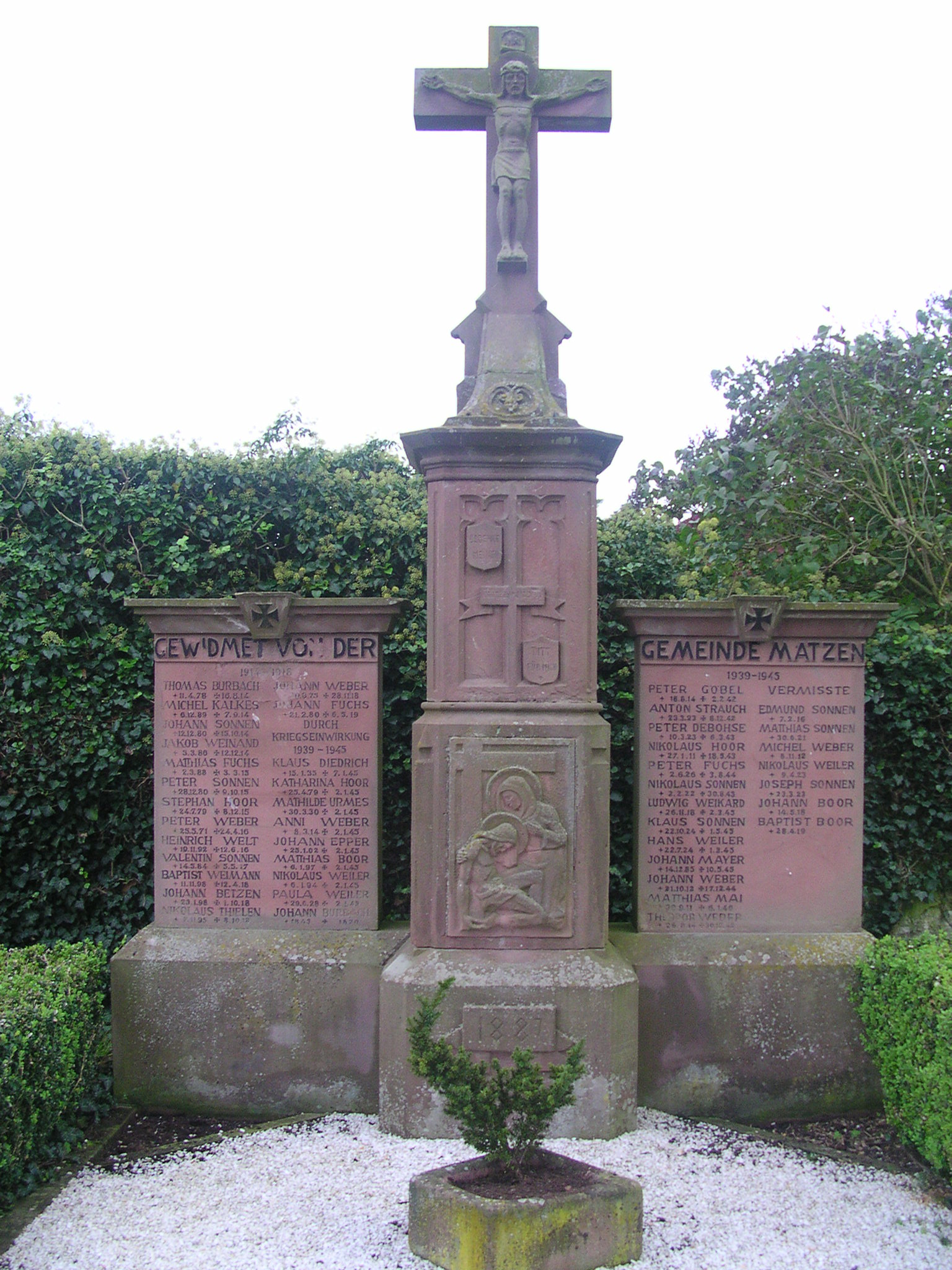
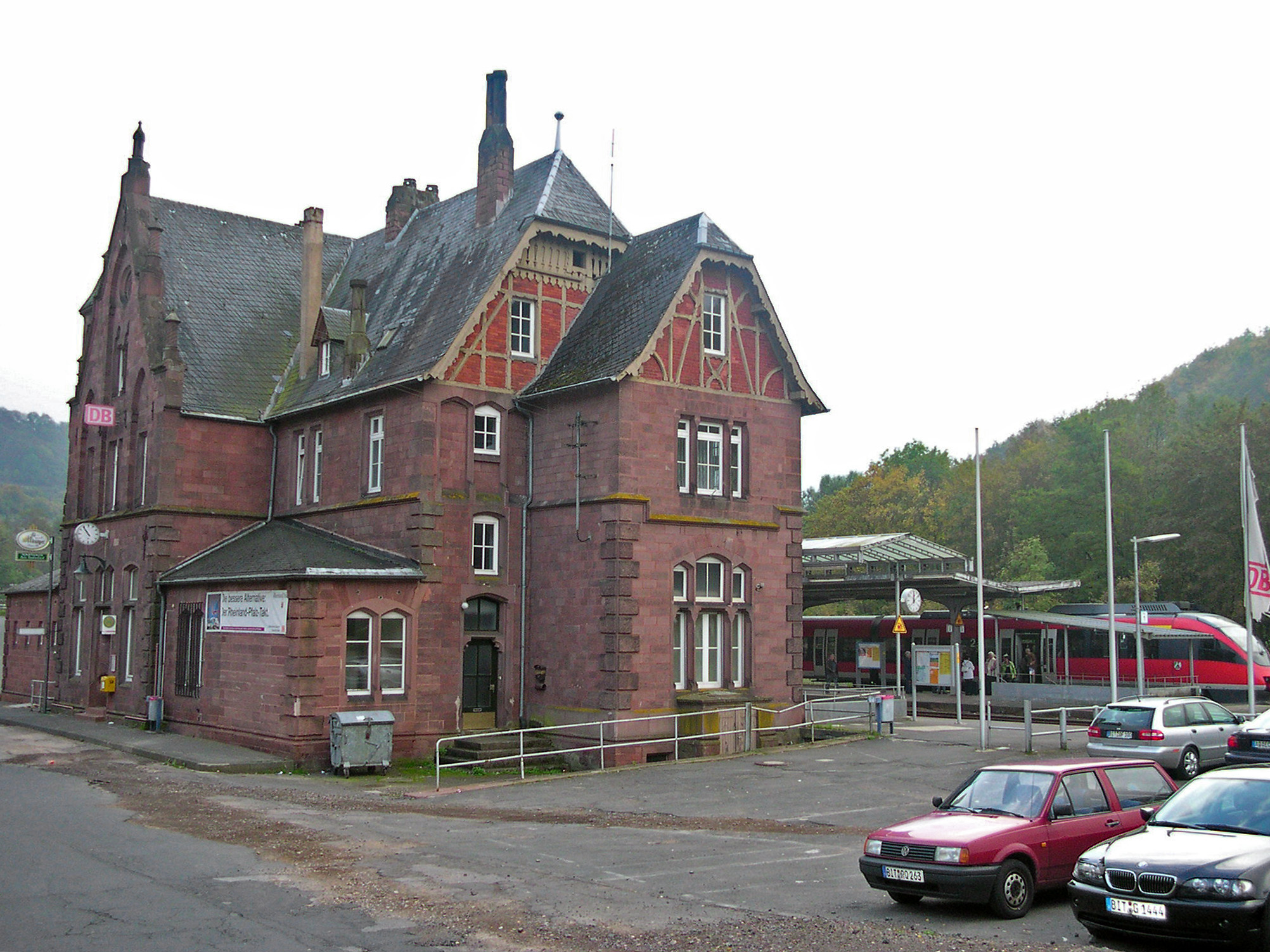